# Mira (Italie)
Pour les articles homonymes, voir Mira.
Mira est une ville de la ville métropolitaine de Venise dans la région Vénétie en Italie, sur la rivière de la Brenta.

## Géographie

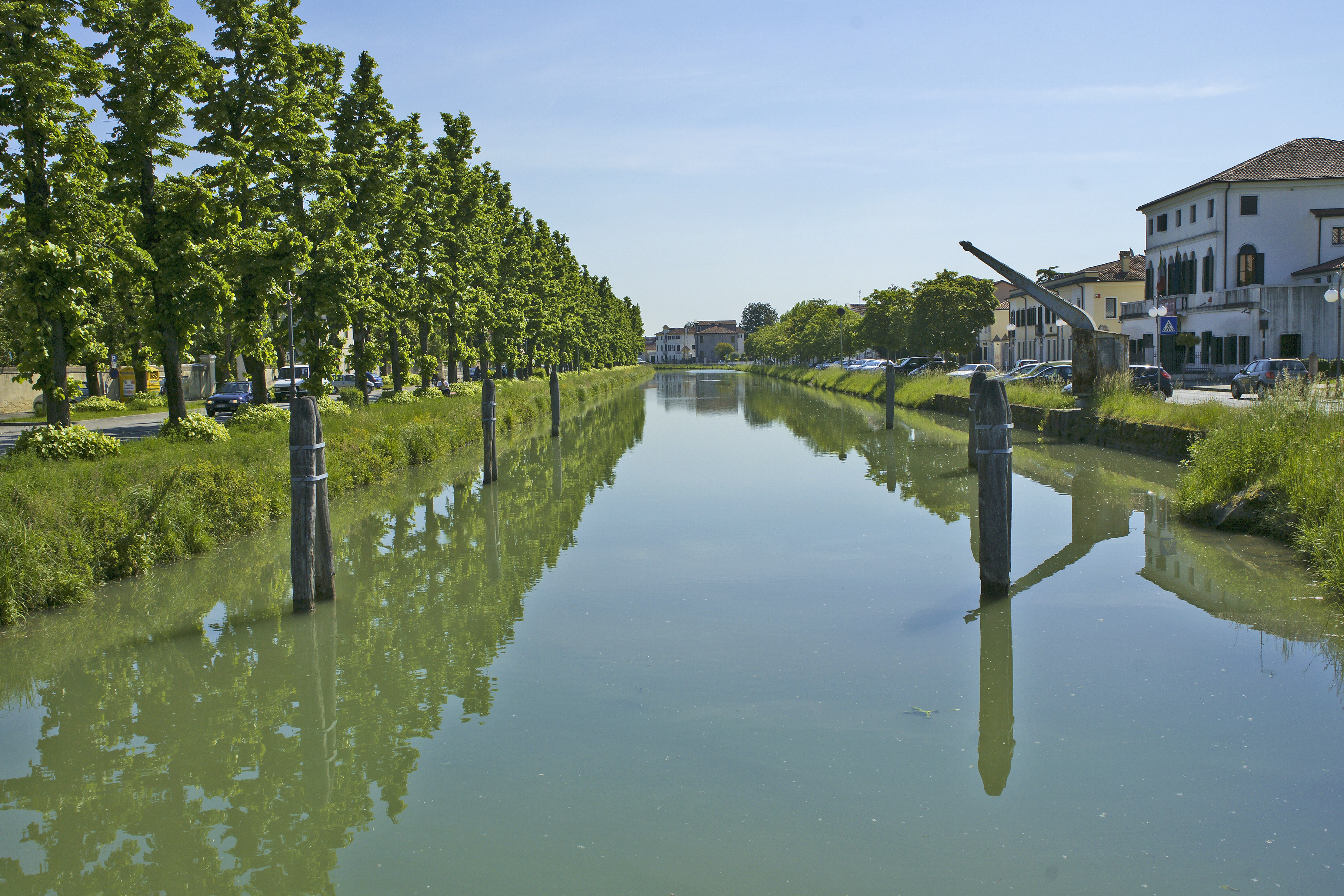
Naviglio del Brenta à Mira

## Histoire
Depuis le congrès de Vienne (1815) jusqu'en 1866, la commune de MIRA fait partie de la monarchie autrichienne (royaume de Lombardie-Vénétie), gouvernement de Vénétie.

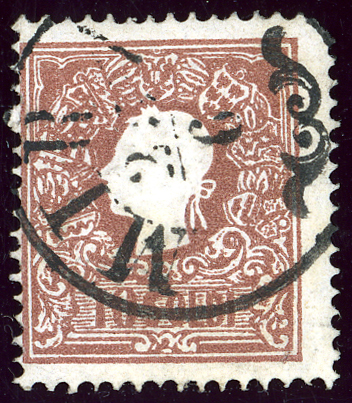
Timbre du Royaume lombardo-vénitien de 1859, 10 soldi oblitéré à MIRA

## Administration
| Période                                  | Période      | Identité           | Étiquette              | Qualité |
| ---------------------------------------- | ------------ | ------------------ | ---------------------- | ------- |
| 29 mai 2002                              | 12 juin 2007 | Roberto Marcato    | Centro-Sinistra        |         |
| 12 juin 2007                             | 20 mai 2012  | Michele Carpinetti | Centro-Sinistra        |         |
| 21 mai 2012                              | En cours     | Alvise Maniero     | Mouvement Cinq Etoiles |         |
| Les données manquantes sont à compléter. |              |                    |                        |         |

### Hameaux
Mira Taglio, Mira Porte, Marano Veneziano, Borbiago, Oriago, Gambarare, Malcontenta

### Communes limitrophes
Campagna Lupia, Dolo, Mirano, Pianiga, Spinea, Venise

## Sports
Le 1er juin 1989, Mira a été la ville de la douzième étape du Tour d'Italie avec la victoire de Mario Cipollini.
Aldo Bertocco, né le 7 décembre 1911 à Mira et décédé le 9 avril 1990 à Toulouse, est un coureur cycliste né italien et naturalisé français, ayant bouclé à deux reprises le Tour de France.